# برانكو ميلانوفيتش
برانكو ميلانوفيتش (مواليد 24 أكتوبر 1953) (بالصربية: Бранко Милановић)‏ خبير اقتصادي صربي-أمريكي، وأستاذ في جامعة مدينة نيويورك.
اشتهر ميلانوفيتش بدراسة توزيعات الدخل بعيدا عن حدود الدول أو المناطق ورسم خريطة لهذه التوزيعات عند النظر إلى الاقتصاد العالمي ككل. ويُعرف بأعماله عن توزيع الدخل والتفاوت الاقتصادي. ومن كتبه «الرأسمالية فقط».
منذ يناير 2014، يعمل أستاذاً رئاسياً زائراً في مركز الدراسات العليا بجامعة مدينة نيويورك، وكبير الباحثين المنتسبين في دراسة الدخل في لوكسمبورغ (LIS). كما يُدرِّس في كلية لندن للاقتصاد ومعهد برشلونة للدراسات الدولية.
كان ميلانوفيتش سابقًا كبير خبراء الاقتصاد في قسم الأبحاث بالبنك الدولي، وأستاذا زائرا في جامعة ميريلاند وجامعة جونز هوبكينز. بين عامي 2003 و2005، كان زميلًا أقدم في مؤسسة كارنيغي للسلام الدولي في واشنطن. حصل على درجة الدكتوراه في جامعة بلغراد في عام 1987 عن أطروحة حول عدم المساواة الاقتصادية في يوغوسلافيا، وذلك باستخدام البيانات الدقيقة لأول مرة من الدراسات الاستقصائية المنزلية اليوغوسلافية. نشرها ككتاب في عام 1990.